# Maria Francisca Bia

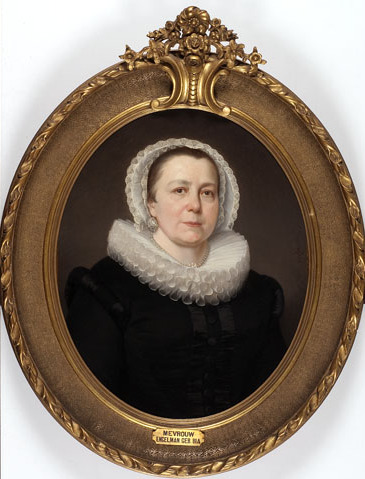
Maria Francisca Bia

Maria Mimi Francisca Bia (* 9. September 1809 in Amsterdam; † 13. Juli 1889 ebenda) war eine niederländische Tänzerin, Sängerin und Schauspielerin.

## Leben
Mimi Bia wurde am 9. September 1809 in Amsterdam geboren. Sie war die Tochter des Tanzmeisters Jean Lambert Bia (1767–1829) und der Tänzerin Catherina Rebecca Gravé (1782–1846). Sie hatte einen jüngeren Bruder Alexander Lambert (geb. 1814) und eine Schwester Margaretha Rosina Henriëtta. Ihre Eltern waren Tänzer am Amsterdamer Ballett und bereits in jungen Jahren spielte Mimi stumme und kleine Rollen in Balletten. Dabei erregte sie die Aufmerksamkeit von Schauspielern und Tänzern der Stadsschouwburg Amsterdam. Unter ihnen war Polly de Heus, die von Mimi Bia sehr beeindruckt war. Sie wurde unter anderem von Johanna Cornelia Wattier ausgebildet. Als sie zehn Jahre alt war, trat sie unter der Anleitung von Wattier in einer Sprechrolle auf. Zusätzlich zum Unterricht bei anderen Schauspielern erhielt Mimi Bia in den 1820er Jahren eine Ausbildung bei der Society for Outward Eloquence.
Im Alter von 14 Jahren begann sie als Sopranistin aufzutreten. Sie war die erste in den Niederlanden, die die Rolle der Rosine in Rossinis „Der Barbier von Sevilla“ spielte, und einige Jahre später die der Fenella in Porticis „Das sprachlose Mädchen“. 1824 nahm sie am Tempelfest teil, das anlässlich des fünfzigjährigen Jubiläums des Amsterdamer Theaters aufgeführt wurde. Ihr offizielles Debüt an diesem Theater fand zwei Jahre später statt und 1827 erhielt sie ein festes Engagement.
Den 14 Jahre älteren Schauspieler Reinier Engelman lernte sie vermutlich in der Theatergruppe der Amsterdamer Stadsschouwburg kennen. Sieben Monate nach dem Tod seiner ersten Frau, heiratete sie ihn am 26. September 1828 in Amsterdam. Sie hatten vier Töchter, von denen die zweite jung starb. Bia war inzwischen neben ihrer Tätigkeit als Tänzerin und Sängerin auch als Schauspielerin in traurigen und komödiantischen Stücken tätig. Sie erhielt viele positive Kritiken, wie von Nicolaas Beets: „eine wunderbare Frauenstimme, die kraftvoll und klar ist.“ Auch wurde ihre niederländische Aussprache gelobt, wie auch ihr anmutiges Auftreten und ihre Bühnenpräsenz. Engelman wurde 1839 Direktor des Theaters in Leeuwarden. Diese Stelle hatte er nur kurz, denn 1841 pachteten Engelman und mehrere andere Privatpersonen die Amsterdamer Stadsschouwburg. Ihr Schwager Andreas Voitus van Hamme und ihr späterer zweiter Ehemann Jan Eduard de Vries gehörten ebenfalls zur Direktion des Theaters. Durch diese persönlichen Beziehungen erhielt Bia viele Vorteile. So konnte sie oft die erste Wahl bei Rollen ausüben, spielte etwa als Pieternel in „Die Hochzeit von Kloris und Roosje“ und als Ines in „Ines de Castro“ von Feith. Dies sorgte für Unstimmigkeiten unter den anderen Schauspielern und Schauspielerinnen. Jacoba Maria Majofski und Christina da Silva verließen das Amsterdamer Theater aufgrund dieser Meinungsverschiedenheiten. Die freien Stellen wurden durch zwei Töchter von Bia und Engelman besetzt. Reinardina Maria Françoise Rebecca (geb. 1829) und Wilhelmina Johanna Reiniera (1834–1902) waren bereits in jungen Jahren mit der Bühne in Berührung gekommen und wurden von ihren Eltern intensiv angeleitet. Vor allem Wilhelmina wurde eine erfolgreiche Schauspielerin.
Bia trat auch in anderen Städten der Niederlande und im Ausland auf. Sie spielte im März 1842 in mehreren Aufführungen am Théâtre Français in Paris und im Dezember 1844 spielte sie die Rolle der Katherina Morton im Stück Nacht en morgen mit den Zuid-Hollandsche Tooneelisten in Rotterdam und Den Haag. Ihr wurde zweimal eine Stelle als Komikerin am Théâtre Français angeboten, doch sie lehnte ab und blieb in den Niederlanden.
Engelman starb nach langer Krankheit am 22. September 1845. Drei Monate später starb auch Bias Mutter. Ihr silbernes Jubiläum, bei dem sie mit dem von Jacob van Lennep speziell für sie geschriebenen Theaterstück Ruwaardes Geertruida und der Komödie Mutterliebe geehrt wurde, feierte sie im Februar 1846. Sie konzentrierte sich nun zunehmend auf ihre Rolle als Mutter. Bia hat in vielen Rollen mitgewirkt, aber ihre berühmteste Rolle war Fräulein Serklaas im gleichnamigen Stück von Hendrik Jan Schimmel. Diese Rolle spielte sie am 17. Januar 1861 in Utrecht während einer Benefizveranstaltung für die Opfer der Überschwemmungen. Sie hatte die Kosten für diesen Auftritt übernommen.
Bia verließ 1859 Amsterdam und ging nach Rotterdam. Dort war Jan Eduard de Vries Direktor der niederländischen Bühne und der deutschen Oper geworden. 1865 heiratete Bia De Vries und 1867 zog sie mit ihm zurück nach Amsterdam, wo er Direktor des Paleis voor Volksvlijt wurde. De Vries war auch Eigentümer des Theaters in Utrecht. Auf Wunsch der Apollo Company trat Bia am 24. November 1868 erneut als Miss Serklaas in einer Benefizvorstellung für Künstlerwitwen auf. Laut den Rezensenten zeigte sie mit ihrem „hervorragenden Spiel“, dass sie „immer noch ein sehr verdienstvolles Mitglied der Bühne sein könnte“. Danach trat sie nicht wieder auf der Bühne auf. De Vries erlitt im Herbst 1874 einen Schlaganfall und starb 1875. Bia war seine Erbin. Das Utrechter Theater ging in ihren Besitz über und sie betrieb es weiter. Im Jahr 1877 stellte die Gemeinde Utrecht die Subventionierung des Theaters aufgrund des schlechten Zustands des Gebäudes ein. Bia beantragte 1878 beim Rat eine Neuzuweisung des Betrags, da das Theater ohne die Subvention in ernsthafte Schwierigkeiten geraten würde. Es gelang ihr schließlich, einen Zuschuss zu erhalten, doch zwei Jahre später ereignete sich im Theater während einer Aufführung eine Gasexplosion, die zu erheblichen Schäden am Dach, der Ausstattung und der Bühne führte. 1880 verkaufte Bia das Theater für achtzehntausend Gulden an die Utrechtsche Schouwburg Vereeniging.
Maria Francisca Bia starb im Alter von 79 Jahren am 13. Juli 1889 in Amsterdam. Ihre sterblichen Überreste wurden am Oosterbegraafplaats unter dem Denkmal begraben, das sie für ihren zweiten Ehemann errichtet hatte.